# Herzog August Bibliothek
Die Herzog August Bibliothek (kurz HAB, amtliche Bezeichnung Herzog August Bibliothek Wolfenbüttel) in Wolfenbüttel (Niedersachsen) – auch bekannt unter dem Namen Bibliotheca Augusta – ist eine international bekannte Bibliothek. Wegen ihres bedeutenden Altbestands aus dem Mittelalter und der Frühen Neuzeit ist sie wichtige Forschungsstätte für die Kultur dieser Zeit. Die Forschung wird durch internationale Stipendienprogramme gefördert. Wissenschaftliche Tagungen, kulturelle Veranstaltungen und Ausstellungen von überregionaler Bedeutung werden organisiert.
Die HAB ist Mitglied der aus sechs deutschen Bibliotheken bestehenden Arbeitsgemeinschaft Sammlung Deutscher Drucke, die eine dezentrale Nationalbibliothek für Deutschland bildet. Im Rahmen dieses Projektes ist die HAB für die Sammlung von deutschen Drucken des 17. Jahrhunderts zuständig. Wegen ihres Altbestandes war die Bibliothek auch intensiv an der Erstellung der retrospektiven Nationalbibliografien VD 16 und VD 17 beteiligt.
Sie untersteht unmittelbar dem Niedersächsischen Ministerium für Wissenschaft und Kultur, das die Arbeit der HAB durch einen international besetzten Wissenschaftlichen Beirat begleiten lässt. Direktor der Bibliothek ist seit 2016 Peter Burschel.
Herausragende, in der HAB aufbewahrte Einzelwerke sind das Evangeliar Heinrichs des Löwen (entstanden zwischen 1174 und 1189, höchstwahrscheinlich 1188) und das Große Stammbuch Philipp Hainhofers aus dem frühen 17. Jahrhundert.
Im 17. Jahrhundert galt die Herzog August Bibliothek als die größte Bibliothek nördlich der Alpen und wurde als achtes Weltwunder bezeichnet.

## Geschichte

### Die Bibliotheca Julia
Gegründet wurde die Herzogliche Bibliothek in der Residenzstadt Wolfenbüttel durch Herzog Julius zu Braunschweig-Lüneburg (1528–1589), der während seines Studiums um 1550 in Frankreich begann, Bücher zu sammeln. Nach dem Kauf einiger Ritterromane und von Studienliteratur erwarb er ab 1558 auch theologische Schriften und 1567 erstmals eine große geschlossene Sammlung: die Bibliothek des Nürnberger Stadtsyndikus Michael von Kaden († zwischen 15. Dezember 1540/9. März 1541), die vor allem juristische und humanistische Schriften enthielt. 1570–1572 wurden im Zuge der Einführung der Reformation im Herzogtum die Bibliotheken der Klöster Dorstadt, Wöltingerode, Heiningen und Steterburg nach Wolfenbüttel überführt.
Am 5. April 1572 erließ Julius eine erste Liberey-Ordnung, die zugleich als offizielles Gründungsdokument der Wolfenbütteler Bibliothek gilt. Zur Verwaltung hatte der Herzog bereits 1571 den Kirchenmusiker Leonhart Schröter zusätzlich mit bibliothekarischen Aufgaben betraut. Schröter gilt daher als erster Wolfenbütteler Bibliothekar. Neuen Zuwachs erhielt der Bestand der Bibliotheca Julia 1578 durch den Ankauf einer größeren Handschriftensammlung aus dem Nachlass des drei Jahre zuvor verstorbenen Theologen Johannes Aurifaber sowie aus den Erbschaften von Sophia Jagiellonica und dem unehelichen Sohn Erichs II.
Nach Julius’ Tod übernahm 1589 sein Sohn Heinrich Julius mit der Regentschaft auch die Bibliothek. Er erweiterte sie um den Nachlass des Theologen Matthias Flacius und um die Sammlungen der Klöster Georgenberg bei Goslar, Brunshausen und Hamersleben.
Der nachfolgende Herzog Friedrich Ulrich übergab jedoch 1618, nur wenige Jahre nach seinem Regierungsantritt, die gesamte, mittlerweile rund 5000 Handschriften und Drucke umfassende Sammlung an die Universitätsbibliothek Helmstedt. Im Jahr 1810 wurden nach Schließung der Universität große Teile der Bestände zurück nach Wolfenbüttel geführt.

### Die Bibliotheca Augusta

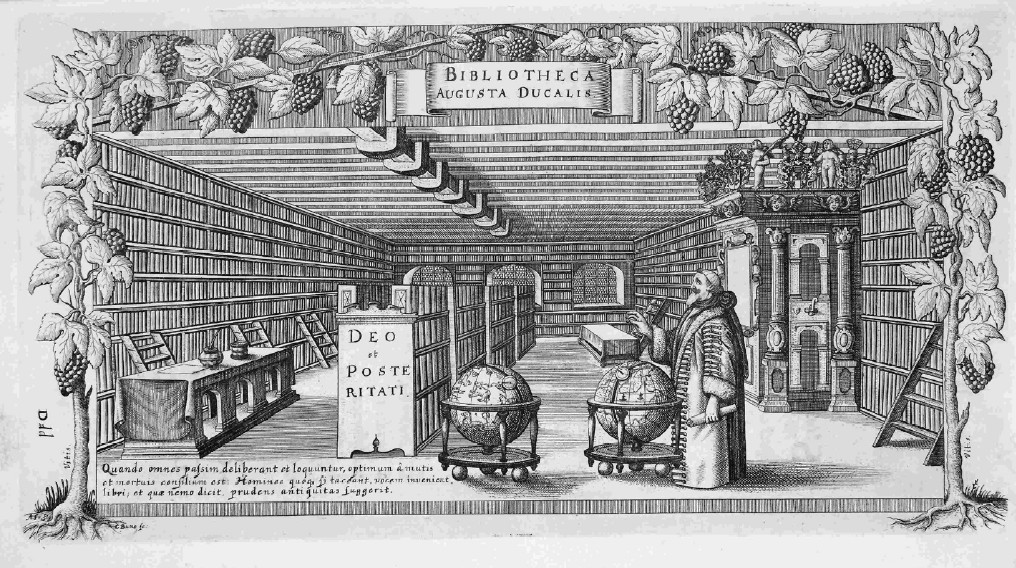
Herzog August in der Bibliothek
Kupferstich von Conrad Buno, um 1650

Den legendären Ruf der Bibliothek begründete insbesondere der gebildete und weitgereiste Herzog August der Jüngere (1579–1666), der seit seiner Jugend ein eifriger Büchersammler war. 1611 besaß er auf seinem Hof in Hitzacker bereits mehr als 6000 Bücher, die er in einem ersten alphabetischen Katalog erfasste und in einem eigenen Bibliotheksgebäude unterbrachte. 1625 erforderte die Größe seiner Sammlung die Vergabe von Signaturen und die Anlage des berühmten Bücherrad-Kataloges in sechs Folianten. August teilte seinen Bestand in 20 Sachgruppen ein (Theologica, Juridica, Historica etc.), in die er auch Neuerwerbungen einordnete.
Erst 1635 wurde August, der, aus einer Nebenlinie der Welfen-Dynastie stammend, eigentlich nicht für eine Regentenrolle vorgesehen war, bedingt durch die Wirren des Dreißigjährigen Krieges und das Aussterben der Wolfenbütteler Linie in reifem Mannesalter Herzog von Braunschweig-Lüneburg. Im Frühjahr 1636 wurde auf Anordnung des Herzogs die Bibliothek wegen der gefährlichen Kriegslage nach Wolfenbüttel verlegt. Sie wurde so vor dem späteren Überfall schwedischer Soldaten auf Hitzacker gerettet. Zu diesem Zeitpunkt umfasste die Sammlung bereits über 13.000 Bände. Als Herrscher im Schloss Wolfenbüttel, das er erst 1643 nach Abzug der kaiserlichen Truppen beziehen konnte, setzte er seine systematische Sammeltätigkeit fort und beschäftigte Bücheragenten in ganz Europa, die für ihn Bücher ankauften und nach Wolfenbüttel schickten. Der Herzog erwarb jedoch keine geschlossenen Sammlungen, sondern stets nur Einzeltitel, um seine Bibliothek, die er im Marstall eingerichtet hatte, gezielt zu ergänzen. Zusätzlich wurde sie schon zu Lebzeiten Augusts durch zahlreiche Schenkungen und Nachlässe erweitert. Beim Tode des Herzogs war die Bibliothek mit 135.000 Titeln in 35.000 Bänden eine der umfangreichsten Büchersammlungen dieser Epoche.

### Die Bibliothek nach Herzog August

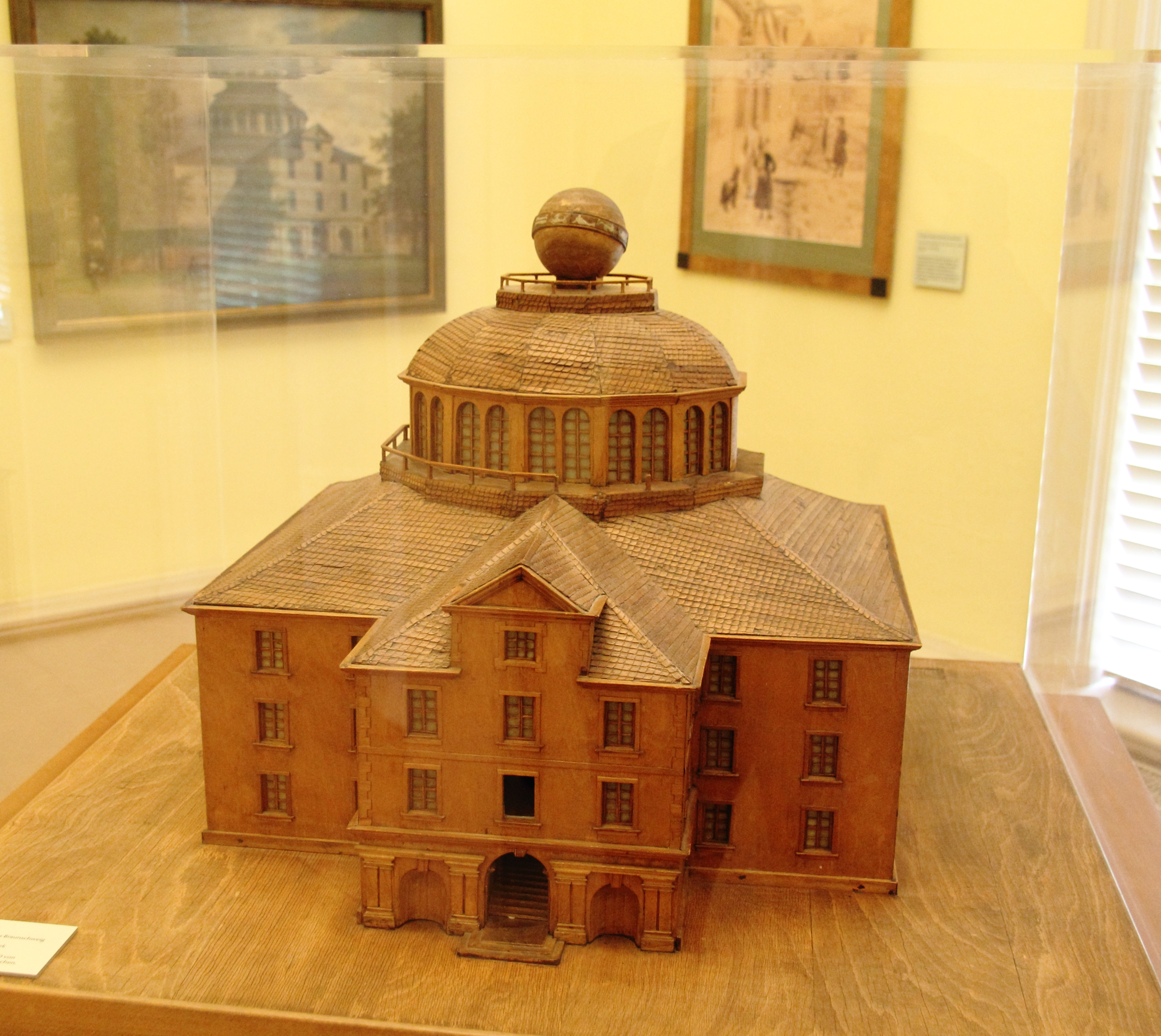
Holzmodell der alten Bibliotheksrotunde, ausgestellt im Lessinghaus (2022)

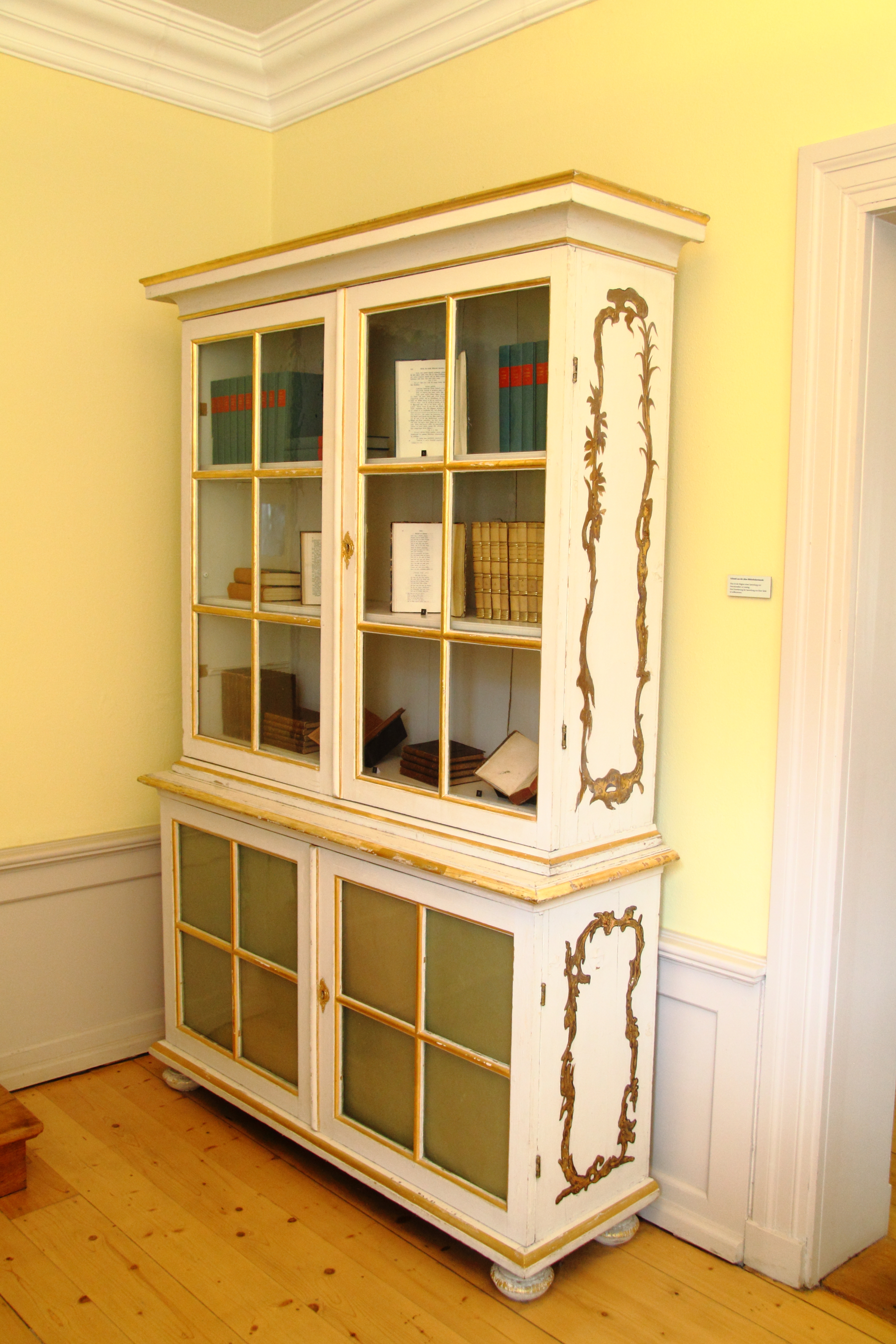
Alter Bücherschrank aus der Bibliotheksrotunde

Von 1691 bis 1716 nahm der Universalgelehrte Gottfried Wilhelm Leibniz nebenberuflich das Amt des Bibliothekars an. Er behielt jedoch seinen Wohnsitz in Hannover und reiste nur gelegentlich nach Wolfenbüttel. Leibniz erstellte den ersten alphabetischen Katalog, vergrößerte abermals die Bestände (unter anderem durch die Gudischen Handschriften) und regte wohl auch den Bau eines neuen Bibliotheksgebäudes an. Die Bibliotheksrotunde wurde von 1705 bis 1713 als erster selbstständiger profaner Bibliotheksbau Europas auf Veranlassung von Herzog Anton Ulrich durch den Baumeister Hermann Korb errichtet. Auf dem Dach trug sie einen vergoldeten Himmelsglobus, der den allumfassenden Charakter der Wissenschaften symbolisierte. Aus statischen Gründen wurde der Globus jedoch später wieder entfernt.
Ab 1737 kamen zahlreiche größere Privatbibliotheken von Gelehrten durch deren Testamente zur Wolfenbütteler Sammlung hinzu, die zusammen rund 60.000 Schriften umfassten. Darunter befanden sich auch die Bestände des Klosters Zur Ehre Gottes aus Wolfenbüttel sowie die 1891 erworbene humanistische Bibliothek der Herzoglichen Technischen Hochschule Carolo-Wilhelmina Braunschweig.
Rund 36.000 Bände und Hunderte wertvoller Handschriften erhielt die Bibliothek außerdem ab 1752 durch Schenkungen aus dem Privatbesitz der Mitglieder der Fürstenfamilie, darunter insbesondere die sehr umfangreiche Sammlung des Herzogs Ludwig Rudolf, die dieser bis zu seinem Tod auf Schloss Blankenburg aufbewahrt hatte. Die Bibelsammlung der Bibliothek gründet auf der Sammlung der Herzogin Elisabeth Sophie Marie, die im Jahr 1764 ihre im Braunschweiger Schloss aufgestellte Bibliothek von etwa 4900 Bänden, davon etwa 1200 Bibeln, nach Wolfenbüttel bringen ließ.
Als um 1753/1754 die Residenz des Fürstentums Braunschweig-Wolfenbüttel nach Braunschweig in das neu erbaute Schloss verlegt wurde, blieb die Bibliothek dennoch in Wolfenbüttel.
Gotthold Ephraim Lessing wirkte von 1770 bis zu seinem Tode im Jahre 1781 in Wolfenbüttel, durch ihn wurde die Stadt zu einem Zentrum der Aufklärung. Lessing ist zu verdanken, dass zahlreiche Schätze, die in der Bibliothek verborgen waren, an das Licht der Öffentlichkeit kamen, darunter beispielsweise die einzige Handschrift des Hauptwerks Berengars von Tours: Rescriptum contra Lanfrancum und die Stammtafel der Söhne Adams Tarich Beni Adam. Der Dichter verfasste in dieser Zeit sein letztes Werk Nathan der Weise und unternahm zahlreiche Reisen, die eigentlichen bibliothekarischen Geschäfte überließ er seinen Angestellten. Das Wohnhaus, in dem er die letzten Jahre seines Lebens verbrachte, trägt seinen Namen.
1806/07 brachte die französische Besatzung 355 kostbare Handschriften, Blockbücher und Inkunabeln der Bibliothek in die französische Nationalbibliothek nach Paris. Die Auswahl der Werke nahm Dominique-Vivant Denon, der Generaldirektor des Musée Napoléon, vor, den Abtransport führte der Kaiserliche Kriegskommissar Stendhal aus. Wenige Zeit später gab es im Königreich Westphalen Pläne, die Bibliothek aufzulösen und ihre Bestände auf mehrere Universitäten zu verteilen. Nach Beendigung der napoleonischen Herrschaft wurden diese Pläne jedoch nicht umgesetzt. Im Dezember 1815 wurden die geraubten Werke wieder zurückgeführt, einige Stücke, darunter auch eine 36-zeilige Gutenberg-Bibel, eine Biblia Pauperum und eine große Zahl von Handschriften, verblieben jedoch in Frankreich. Anstelle der kostbaren 36-zeiligen Bibel wurde ein anderes, unvollständiges Exemplar zurückgegeben. Ebenfalls erhielt die Bibliothek einen Großteil der Sammlung der Universitätsbibliothek Helmstedt, nachdem die Universität bereits 1810 geschlossen worden war. Mittlerweile war dort der Grundstock der Bibliotheca Iulia stark erweitert worden. Einige Drucke wurden an die Niedersächsische Staats- und Universitätsbibliothek Göttingen und die Universitätsbibliothek Marburg gegeben. Zu diesen gehörte eine weitere Gutenberg-Bibel aus ehemaligem Wolfenbütteler Bestand: ein Exemplar mit 42 Zeilen, das sich seither in Göttingen befindet.
Nachdem die Rotunde in den folgenden Jahrzehnten immer baufälliger geworden war, errichtete der Architekt Gustav Bohnsack in den Jahren 1881 bis 1886 den neobarocken Neubau, der noch als Hauptgebäude der Bibliothek dient. 1887 wurden alle Bücher dorthin überführt und die Rotunde abgerissen.

### Die Bibliothek ab dem 20. Jahrhundert

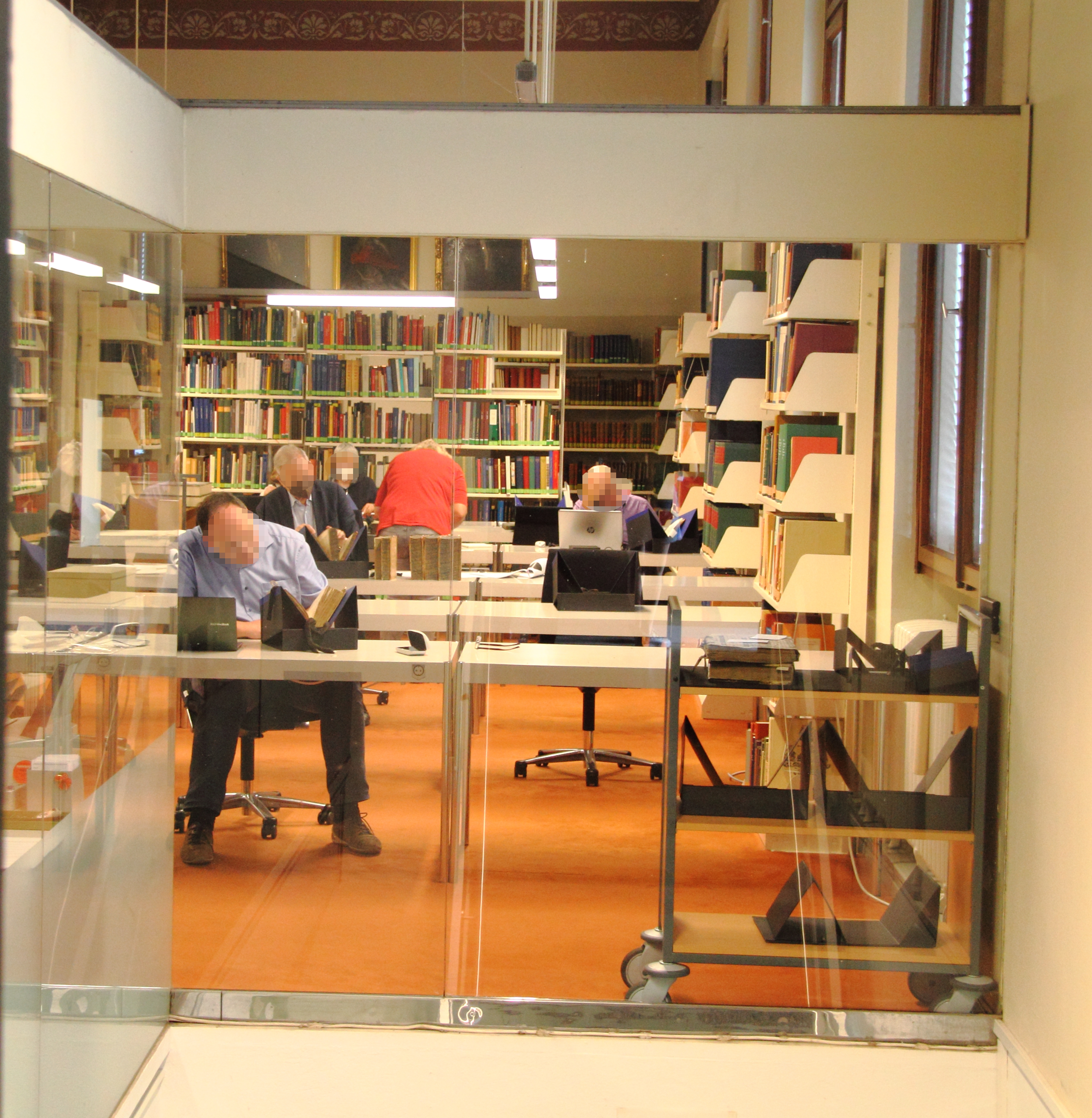
Lesesaal im Hauptgebäude (2022)

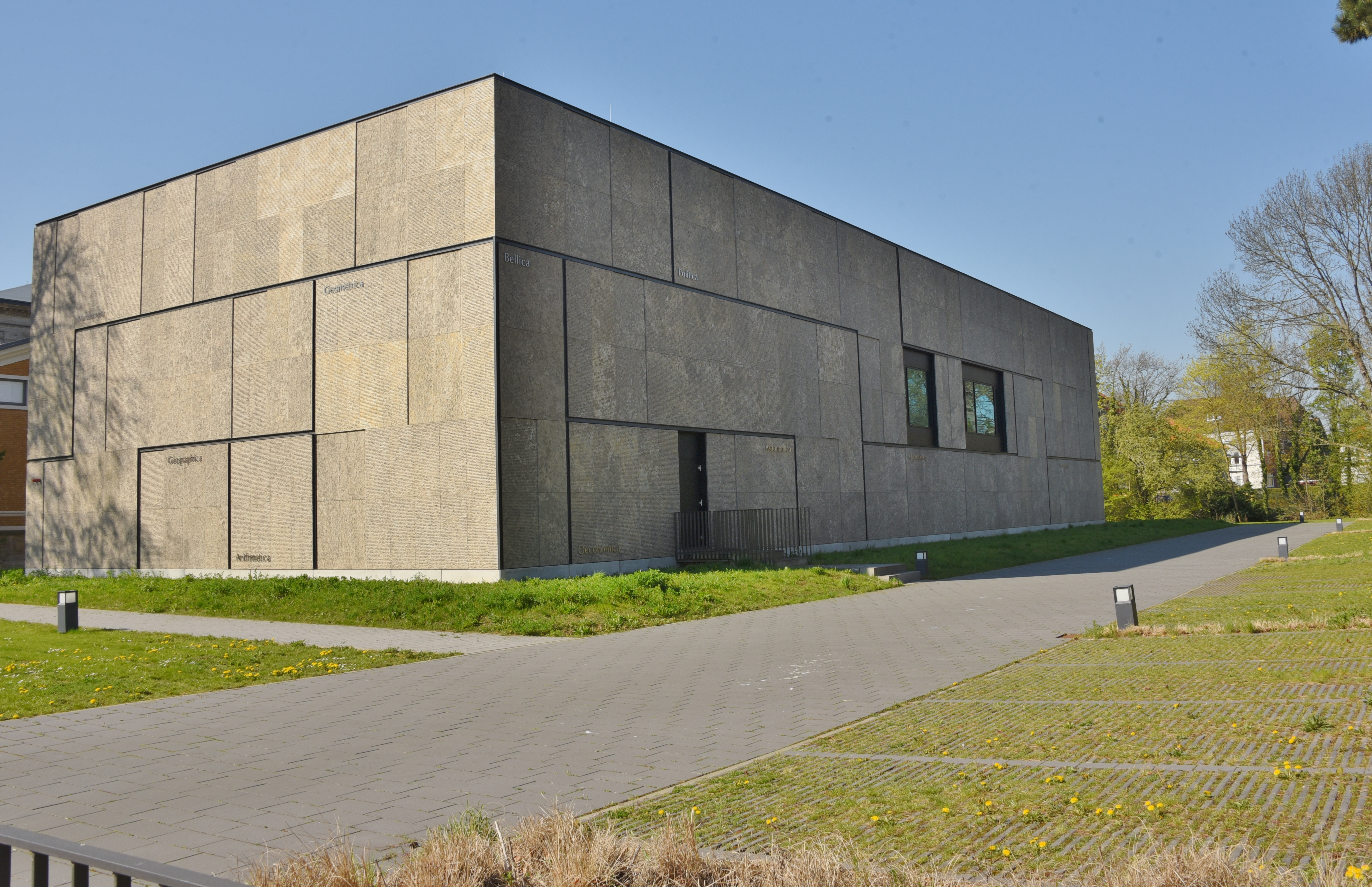
Magazingebäude, erbaut von 2009 bis 2013

Von 1919 bis 1926 war die Herzogliche Bibliothek Landesbibliothek des Freistaates Braunschweig. In dieser Zeit erfuhr sie, insbesondere unter Heinrich Schneider, durch Öffnung für ein breiteres Publikum sowie Verbesserung der Aufstellung und des Kataloges einen neuen Aufschwung. Nachdem 1927 die Bibliothek jedoch in die Museums- und Bibliotheksstiftung von Haus und Land Braunschweig überführt worden war, wurde die Einrichtung lange Zeit nur wenig frequentiert. Den Zweiten Weltkrieg überstand die Bibliothek im abgeschieden liegenden Wolfenbüttel nahezu ohne Verluste und Schäden, die wichtigsten Bestände waren im Schacht Grasleben ausgelagert. Während ihrer Rückführung nach Kriegsende blieb die Bibliothek für zwei Jahre geschlossen.
Nach Gründung des Landes Niedersachsen wurde die Institution 1950 wieder Landesbibliothek, nun unter der Leitung von Erhart Kästner, der unter anderem die Sammlung der Malerbücher gründete und Mitte der 1960er Jahre das Hauptgebäude durch den Braunschweiger Architekten Friedrich Wilhelm Kraemer umbauen ließ.
Von 1966 bis 1997 war Wolfgang Milde als Handschriftenbibliothekar in Wolfenbüttel tätig und leitete viele Jahre lang die Handschriftenabteilung der Herzog August Bibliothek. Ab dem Jahre 1968 begann der Ausbau und die Öffnung der Herzog August Bibliothek zu einer europäischen Studien- und Forschungsstätte für das Mittelalter und die Frühe Neuzeit. Verbunden ist diese Leistung mit dem Namen des Bibliotheksdirektors Paul Raabe. So wurden ein Stipendien- und Forschungsprogramm, eine Publikationsabteilung und ein Schülerprogramm eingerichtet. Nach und nach wurden weitere Gebäude in die Bibliothek einbezogen, so dass ein Bibliotheksquartier entstand.
Ab 1978 war die Bibliothek zehn Jahre lang Austragungsort für die Meisterkurse der Internationalen Musikakademie für Solisten. Von 1986 bis 2008 erschloss der Bibliotheksmitarbeiter Peter Mortzfeld die umfangreiche Porträtsammlung der Bibliothek und veröffentlichte sie in 50 Bänden.
Zu den zahlreichen bekannten Nutzern zählte unter anderem der europäisch-kanadische Philosoph Raymond Klibansky, der bis 1996 regelmäßig in Wolfenbüttel zu Gast war.

### Bibliothekare und Direktoren der Bibliothek
| Amtszeit                                                            | Name und Lebensdaten                          | Bemerkung                                                      |
| ------------------------------------------------------------------- | --------------------------------------------- | -------------------------------------------------------------- |
| Alte Bibliothek (gegründet von Herzog Julius im Jahre 1572)         |                                               |                                                                |
| 1571–1572                                                           | Leonhart Schröter (um 1532–um 1601)           |                                                                |
| 1572–1575                                                           | Lucas Weyschner (1550/55–1609)                |                                                                |
| …… –1599                                                            | Thomas Mancinus (1550–um 1612)                | 1587–1604 Hofmusiker in Wolfenbüttel                           |
| 1600–1610                                                           | Johann Adam Lonicerus (1557– nach 1609)       |                                                                |
| 1611–1611/12                                                        | Thomas Mancinus                               |                                                                |
| 1612–1618                                                           | Liborius Otho                                 | anschließend Umzug der Bibliothek an die Universität Helmstedt |
| Neue Bibliothek (1604–1644 in Hitzacker, seit 1644 in Wolfenbüttel) |                                               |                                                                |
| 1604–1666                                                           | Herzog August der Jüngere (1579–1666)         |                                                                |
| 1666–1681                                                           | David Hanisius (1630/1635–1681)               |                                                                |
| 1682–1685                                                           | Michael Ritthaler (1641–1685)                 |                                                                |
| 1685–1690                                                           | Kaspar Adam Stenger (1649–1690)               |                                                                |
| 1691–1716                                                           | Gottfried Wilhelm Leibniz (1646–1716)         |                                                                |
| 1716–1737                                                           | Lorenz Hertel (1659–1737)                     |                                                                |
| 1738–1752                                                           | Jakob Burckhard (1681–1752)                   |                                                                |
| 1751–1770                                                           | Georg Septimus Andreas von Praun (1701–1786)  |                                                                |
| 1770–1781                                                           | Gotthold Ephraim Lessing (1729–1781)          |                                                                |
| 1781–1820                                                           | Ernst Theodor Langer (1743–1820)              |                                                                |
| 1820–1823                                                           | Friedrich Christoph Wäterling (1743–1833)     | geschäftsführend                                               |
| 1823–1825                                                           | Friedrich Adolf Ebert (1791–1834)             |                                                                |
| 1825–1827                                                           | Friedrich Christoph Wäterling                 | geschäftsführend                                               |
| 1827–1830                                                           | Gebhard Friedrich Eigner (1776–1866)          |                                                                |
| 1830–1854                                                           | Karl Philipp Christian Schönemann (1801–1855) |                                                                |
| 1854–1867                                                           | Ludwig Konrad Bethmann (1812–1867)            |                                                                |
| 1868–1904                                                           | Otto von Heinemann (1824–1904)                |                                                                |
| 1904–1919                                                           | Gustav Milchsack (1850–1919)                  |                                                                |
| 1920                                                                | Paul Zimmermann (1854–1933)                   | geschäftsführend                                               |
| 1921–1923                                                           | Otto Lerche (1885–1954)                       |                                                                |
| 1923–1926                                                           | Heinrich Schneider (1889–1972)                | geschäftsführend                                               |
| 1926–1927                                                           | Paul Zimmermann                               | geschäftsführend                                               |
| 1927–1948                                                           | Wilhelm Herse (1879–1965)                     |                                                                |
| 1950–1968                                                           | Erhart Kästner (1904–1974)                    |                                                                |
| 1968–1992                                                           | Paul Raabe (1927–2013)                        |                                                                |
| 1992–1993                                                           | Georg Ruppelt (* 1947)                        | geschäftsführend                                               |
| 1993–2015                                                           | Helwig Schmidt-Glintzer (* 1948)              |                                                                |
| 2015–2016                                                           | Thomas Stäcker (* 1963)                       | geschäftsführend                                               |
| seit 2016                                                           | Peter Burschel (* 1963)                       |                                                                |

## Gegenwärtiger Gebäudebestand
Zur Herzog August Bibliothek gehören gegenwärtig folgende nahe beieinanderliegende Gebäude:
- Bibliotheca Augusta, Lessingplatz 1 ⊙, das Hauptgebäude, darin Direktion, Handschriftenlesesaal, Fotowerkstatt, museale Räume (unter anderem Augusteerhalle).
- Zeughaus, Schloßplatz 12 ⊙, darin Präsenzbibliothek mit einem großen Teil des Buchbestands, Katalogzentrum, Fachinformation, Lesesaal, Orts- und Fernleihe, Seminarraum, Cafeteria; dort finden auch Ausstellungen statt.
- Kornspeicher, Schloßplatz 8a ⊙, darin provisorisches Magazin.
- Lessinghaus, Lessingplatz 2 ⊙, Lessing wohnte dort während der letzten vier Jahre seines Lebens; darin Museum und Gästewohnungen, Stelle für Presse- und Öffentlichkeitsarbeit.
- Direktorhaus, Lessingstraße 11 ⊙, darin Wohnung des Direktors und Restaurierwerkstatt für Handschriften und Grafiken.
- Leibnizhaus, Schloßplatz 5/6 ⊙, darin Restaurierwerkstatt, Arbeitsräume für Stipendiaten, Seminarraum, Einrichtungen für EDV und Forschungsprojekte, Deutsche Gesellschaft für die Erforschung des 18. Jahrhunderts, Gästewohnungen.
- Anna-Vorwerk-Haus, Schloßplatz 4 ⊙ (benannt nach Anna Vorwerk, Gründerin der Wolfenbütteler Schlossanstalten, des heutigen Gymnasiums im Schloss), im Juni 2013 nach zweijähriger Sanierung wiedereröffnet, wird für die Stipendien- und Tagungsprogramme genutzt werden[39]
- Meißnerhaus, Schloßplatz 2 ⊙ (benannt nach Johann Christoph Meißner, der dort eine Buchhandlung betrieb, ab 1776 wohnte Lessing für ein Jahr dort[40]), darin Verwaltung, Einrichtungen für wissenschaftliche Veranstaltungen, für Veröffentlichungen, für das Stipendienprogramm und für die Nachwuchsförderung, Lessing-Akademie, Forum, Geschäftsstelle der Gesellschaft der Freunde der Herzog August Bibliothek Wolfenbüttel e. V.

Von 2009 bis 2014 wurde für acht Millionen Euro ein neues Magazingebäude ⊙ durch Reiner Becker Architekten BDA gebaut, das im Herbst 2014 bezogen wurde.
Außerhalb des unmittelbaren Bibliotheksquartiers, aber in fußläufiger Entfernung, befinden sich zwei Gästehäuser für Stipendiaten und Gastwissenschaftler:
- Feierabendhaus, Leibnizstraße 6 ⊙, hier 17 Ein-Personen- und 1 Zwei-Personen-Appartement[43]
- Kurt-Lindner-Haus, Neue Straße 31 ⊙, insgesamt 20 Appartements[44] (benannt nach Kurt Lindner, dem ersten Präsidenten der Gesellschaft der Freunde der Herzog August Bibliothek e. V.)

Abgesehen vom Leibnizhaus und neuen Magazin stehen alle genannten Gebäude unter Denkmalschutz.

## Bestände

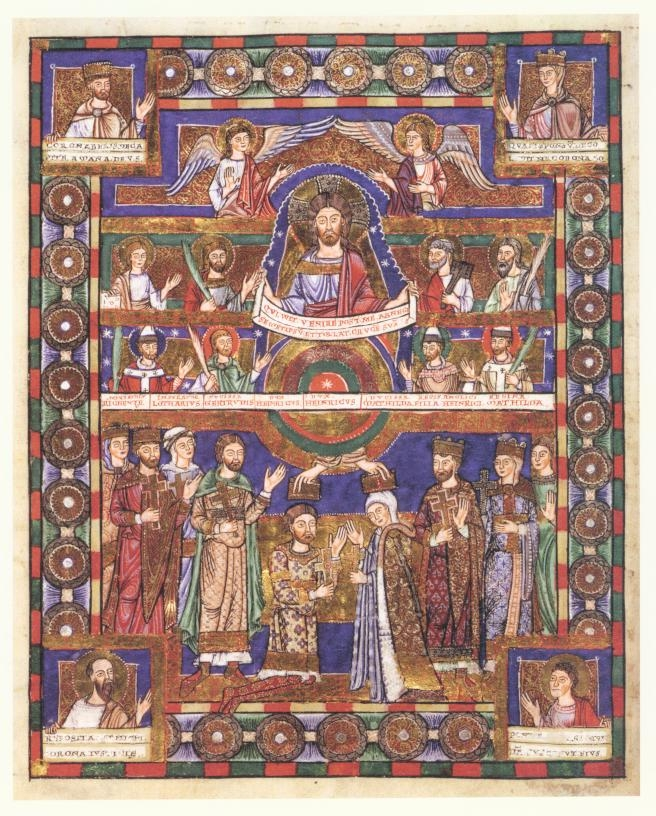
Krönungsbild aus dem Evangeliar Heinrichs des Löwen (Cod. Guelf. 105 Noviss. 2°)

### Allgemein
In der Herzog August Bibliothek befinden sich ca. 1 Million Medieneinheiten, darunter ca. 11.800 Handschriften, fast 3.500 Inkunabeln und mehr als 400.000 alte Drucke (Erscheinung vor 1830). Zu den Sondersammlungen der Bibliothek zählen außerdem 15 Blockbücher, über 4.000 Künstlerbücher, eine Bibelsammlung mit mehr als 3.000 verschiedenen Ausgaben, etwa 13.150 Leichenpredigten, 150 Ölgemälde, die Graphische Sammlung mit 12.000 Blättern Holzschnitten, Kupferstichen, Lithografien und Zeichnungen sowie illustrierte Flugblätter, Porträts, 3.000 historische Landkarten, 120 Atlanten und 10 Globen aus dem 16. bis 18. Jahrhundert. Die Bibliothek enthält auch umfangreiche Sammlungen von Musikalien, historischen Postkarten, Theaterzetteln und Einbanddurchreibungen.

### Herausragende Einzelwerke (Auswahl)

#### Handschriften

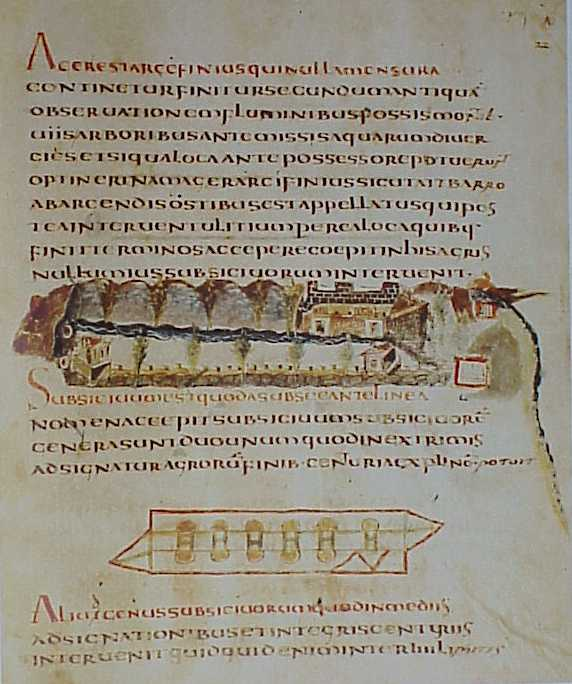
Der Agrimensorencodex (Cod. Guelf. 36.23 Aug. 2°)

- Codex Guelferbytanus A und Codex Guelferbytanus B (Cod. Guelf. 64 Weiss.), griechische Handschriften des Neuen Testaments aus dem 5./6. Jahrhundert
- das Corpus agrimensorum Romanorum (Cod. Guelf. 36.23 Aug. 2°): ein Agrimensorencodex, illustriertes Handbuch für den römischen Feldvermesser, 6. Jahrhundert
- die Annales guelferbytani (Cod. Guelf. 67.5 Aug. 8°): Teil der Reichsannalen des Fränkischen Reichs, 9. Jahrhundert
- einziges erhaltenes Exemplar des Capitulare de villis (Cod. Guelf. 254 Helmst.): Landgüterverordnung Karls des Großen, 9. Jahrhundert
- Reichenauer Perikopenbuch (Cod. Guelf. 84.5 Aug. 2°): Evangelistar im Stil der Ottonischen Buchmalerei, um 1000
- Bernwardpsalter (Cod. Guelf. 113 Noviss. 4°): liturgische Handschrift, 11. Jahrhundert
- Abschrift des Liber Floridus von ca. 1150 (Cod. Guelf. 1 Gud. lat.): reich illustrierte mittelalterliche Enzyklopädie
- Evangeliar Heinrichs des Löwen (Cod. Guelf. 105 Noviss. 2°): ein Hauptwerk der deutschen Kunst des 12. Jahrhunderts
- Minuskel 97 (Cod. Guelf. 104.2 Gud. graec.): griechische Handschrift des Neuen Testaments aus dem 12. Jahrhundert
- Autograph der Visio Godeschalci (Cod. Guelf. 558 Helmst.): Visionsbericht aus dem 12. Jahrhundert
- ein Exemplar des Sachsenspiegels (Cod. Guelf. 3.1 Aug. 2°): vergoldete Bilderhandschrift, 14. Jahrhundert
- Schönrainer Liederhandschrift (Cod. Guelf. 326 Noviss. 8°): mittelhochdeutsche Liederhandschrift von ca. 1330
- 9 Bände der Corvinen: mit prachtvollem Buchschmuck ausgestattete Handschriften, 15. Jahrhundert, zählen zum Weltdokumentenerbe
- Chronicon Hannoveranum consulis Bernhardi Homeister (Cod. Guelf. 91.13 Extrav.): Chronik der Stadt Hannover für den Zeitraum 784–1614[47]
- ein Manuskript (Cod. Guelf. 77 Gud. Graec.) mit dem Rinderproblem des Archimedes, das Lessing 1773 entdeckte

#### Drucke und andere Einzelwerke
- Ausgabe der Tabulae Rudolphinae von 1627 mit handschriftlicher Widmung von Johannes Kepler für Herzog August (A: 3.1 Astron. 2°)
- einziges vollständiges Exemplar des niederdeutschen Tierepos Reynke de vos (A: 32.14 Poet.)
- 16-bändiges Herbarium von Johann Georg Siegesbeck (M: Ng 2° 47), ca. 1735
- Großes Stammbuch Philipp Hainhofers
- zwei frühe Schriften der Reformationsbewegung (Weltdokumentenerbe)
  - Luthers Psalter-Vorlesung 1513/15, Psalterdruck mit Marginalien und Glossen (Codex Guelferbytanus 71.4 Theol. 4°)
  - „Das Newe Testament Deutzsch“, (Melchior Lotter, Wittenberg 1522) (Bibel-S. 4° 257)

## Bilder

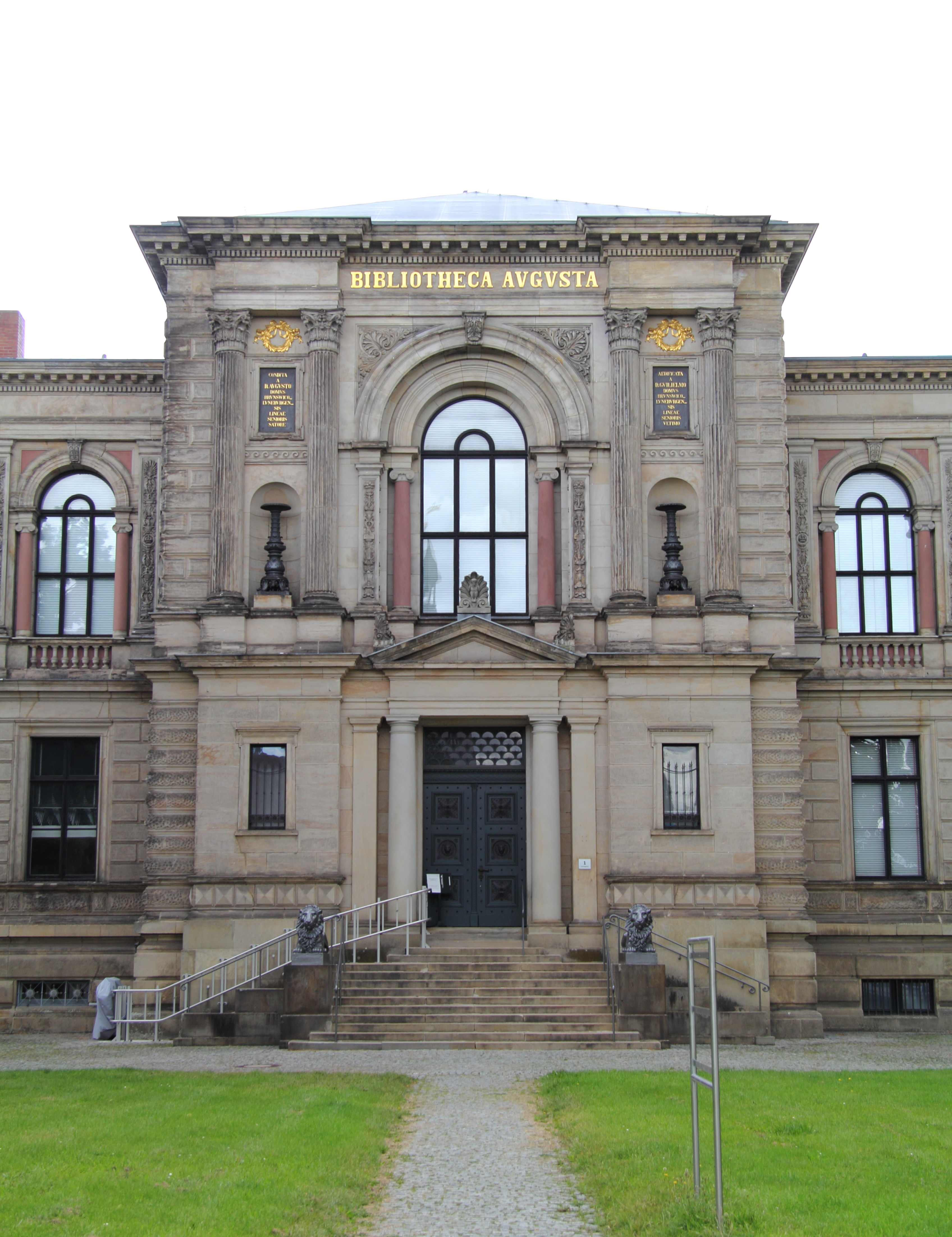
Mittelrisalit der Frontfassade des Hauptgebäudes
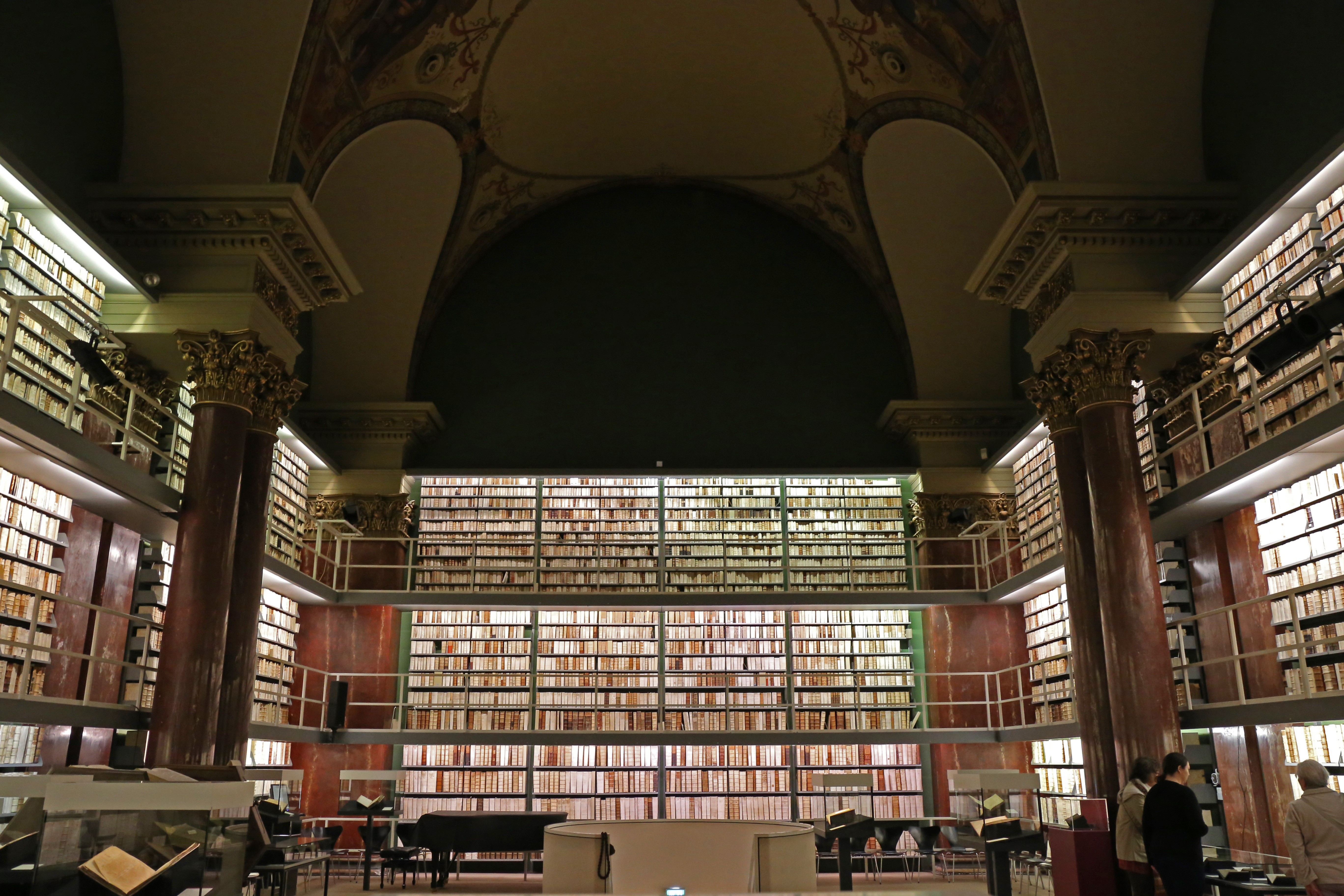
Augusteerhalle im Hauptgebäude
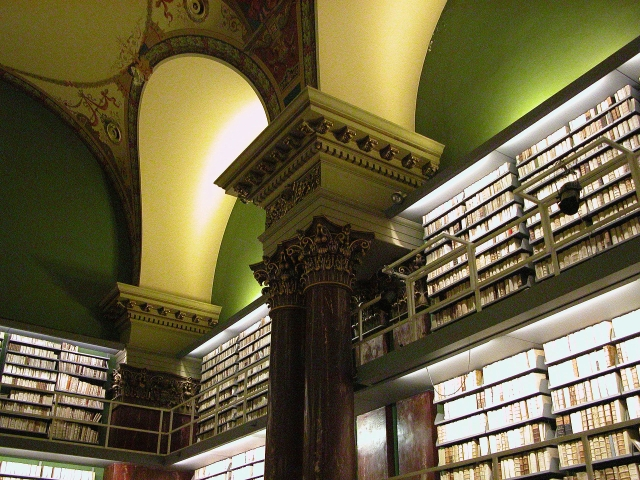
Detail
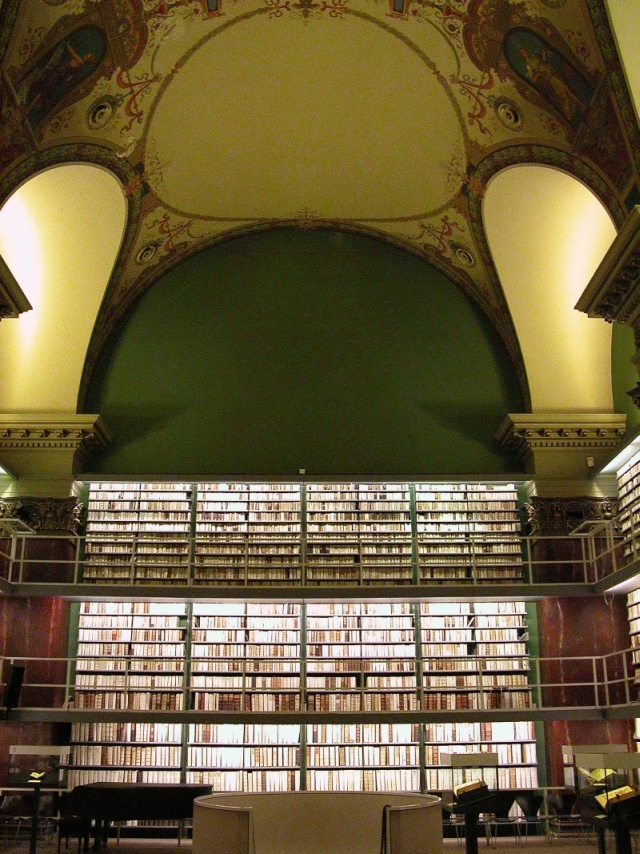
Augusteerhalle im Hauptgebäude
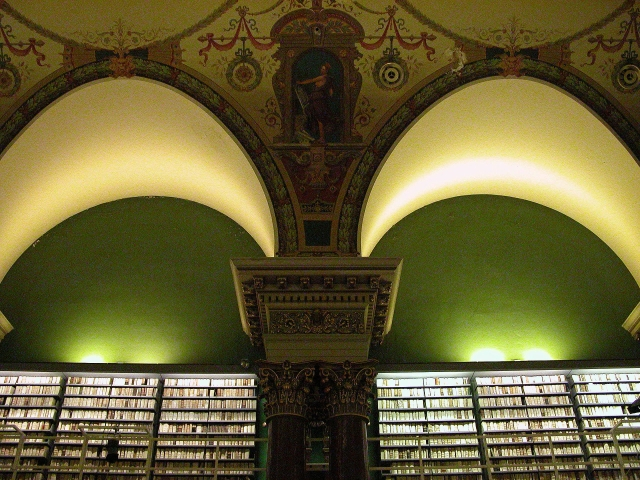
Augusteerhalle, Deckendetail
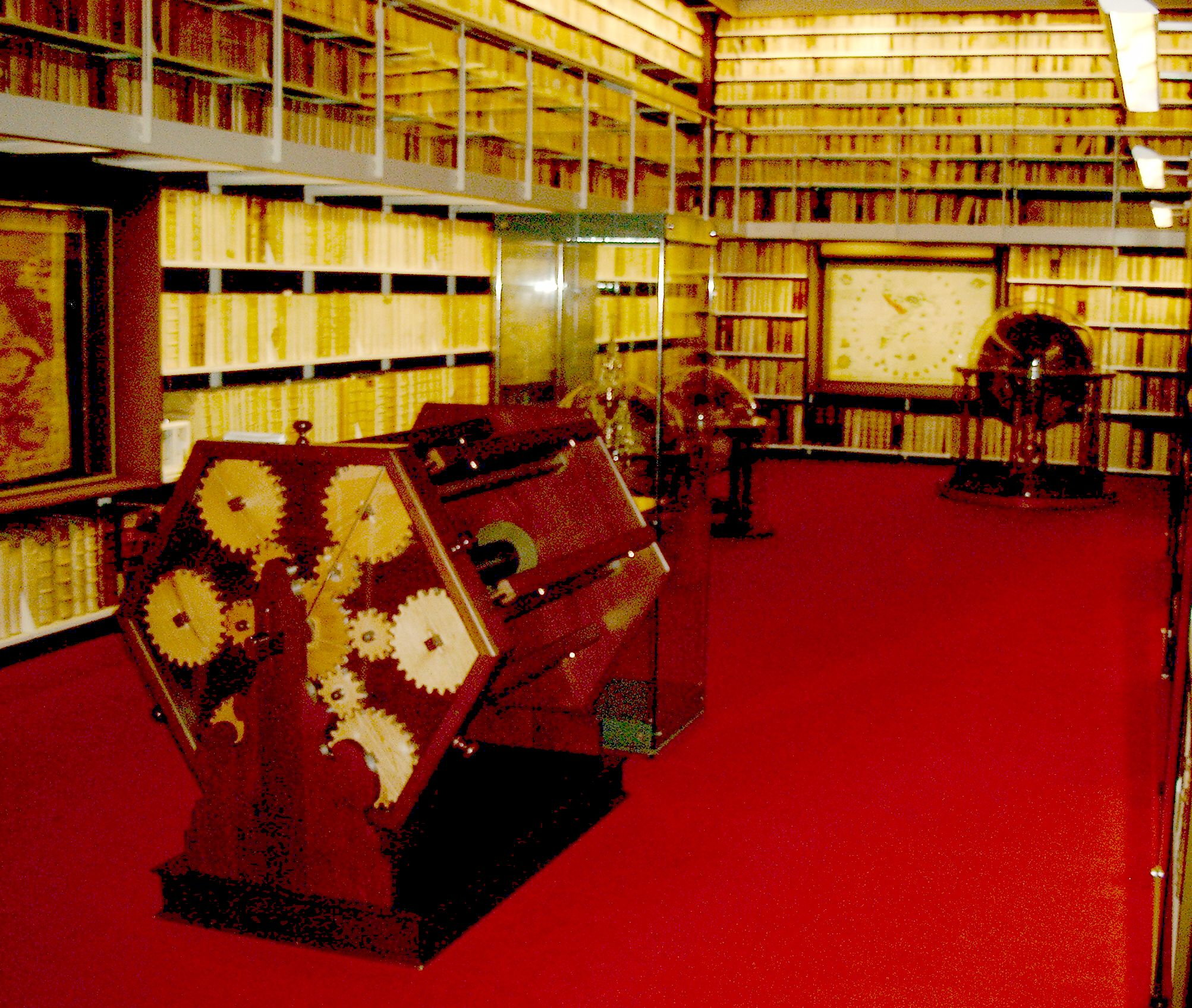
Globensaal mit Rekonstruktion des „Bücherrades“ Herzog Augusts des Jüngeren
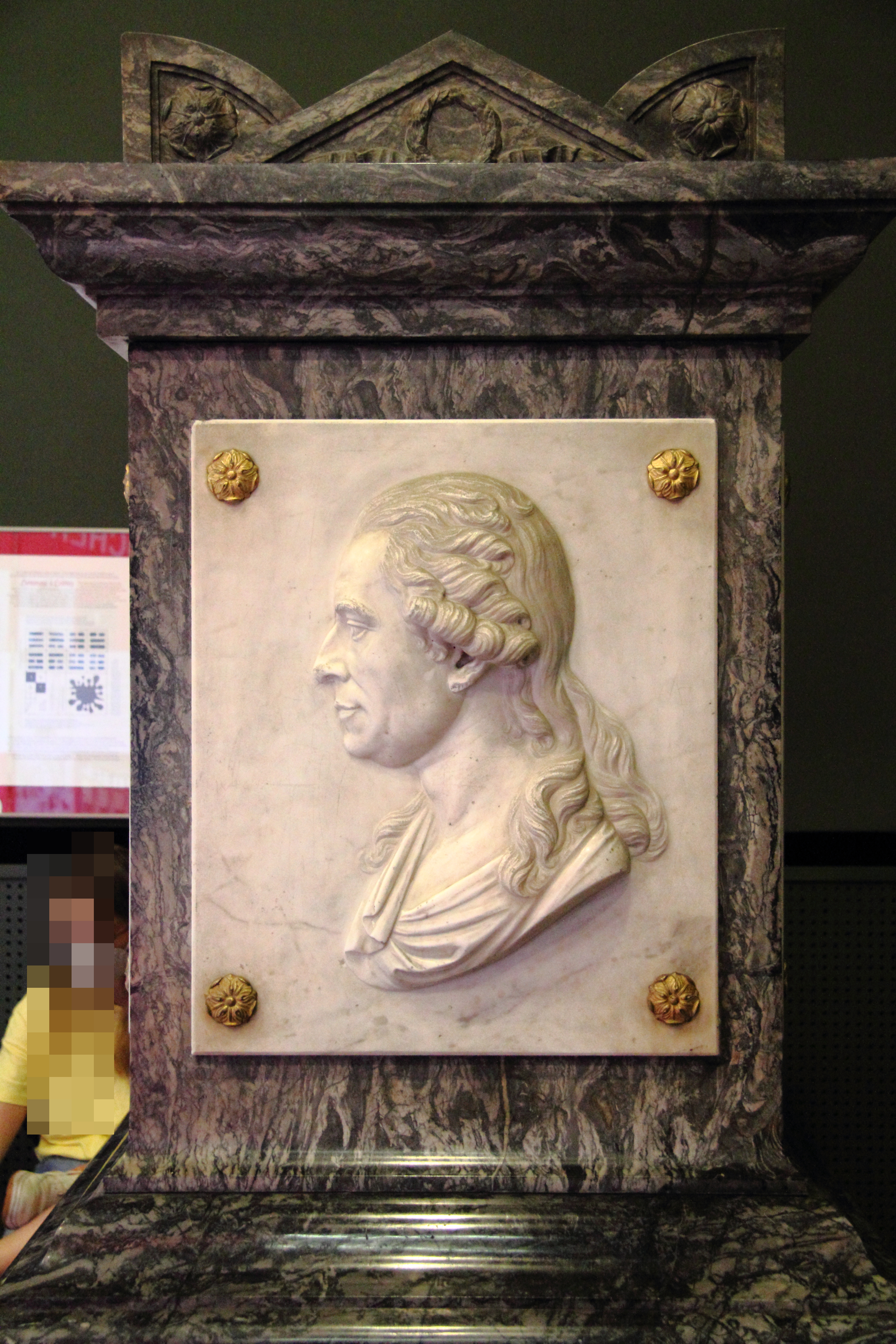
Lessing-Denkmal im Vestibül des Hauptgebäudes
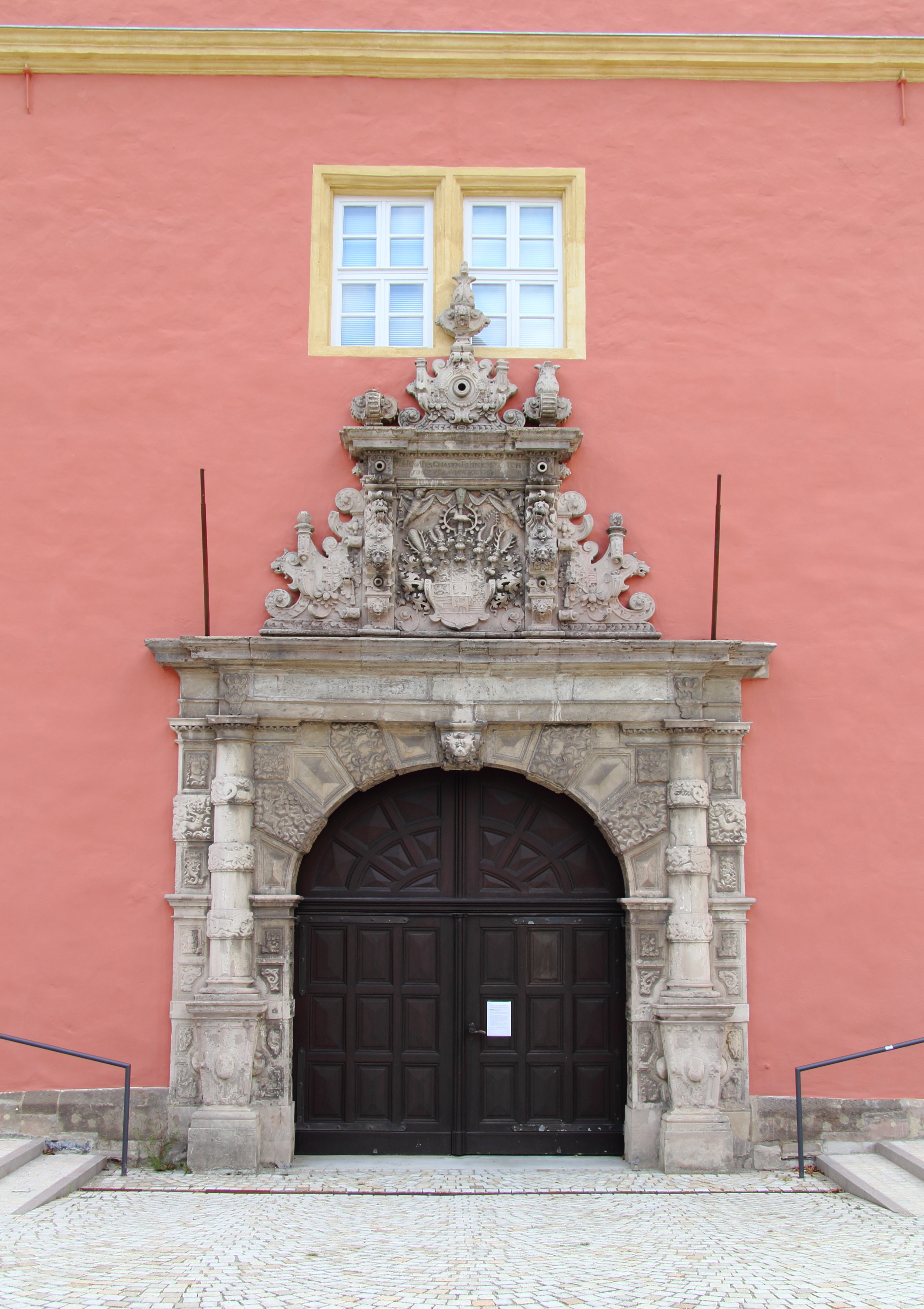
Zeughausfront
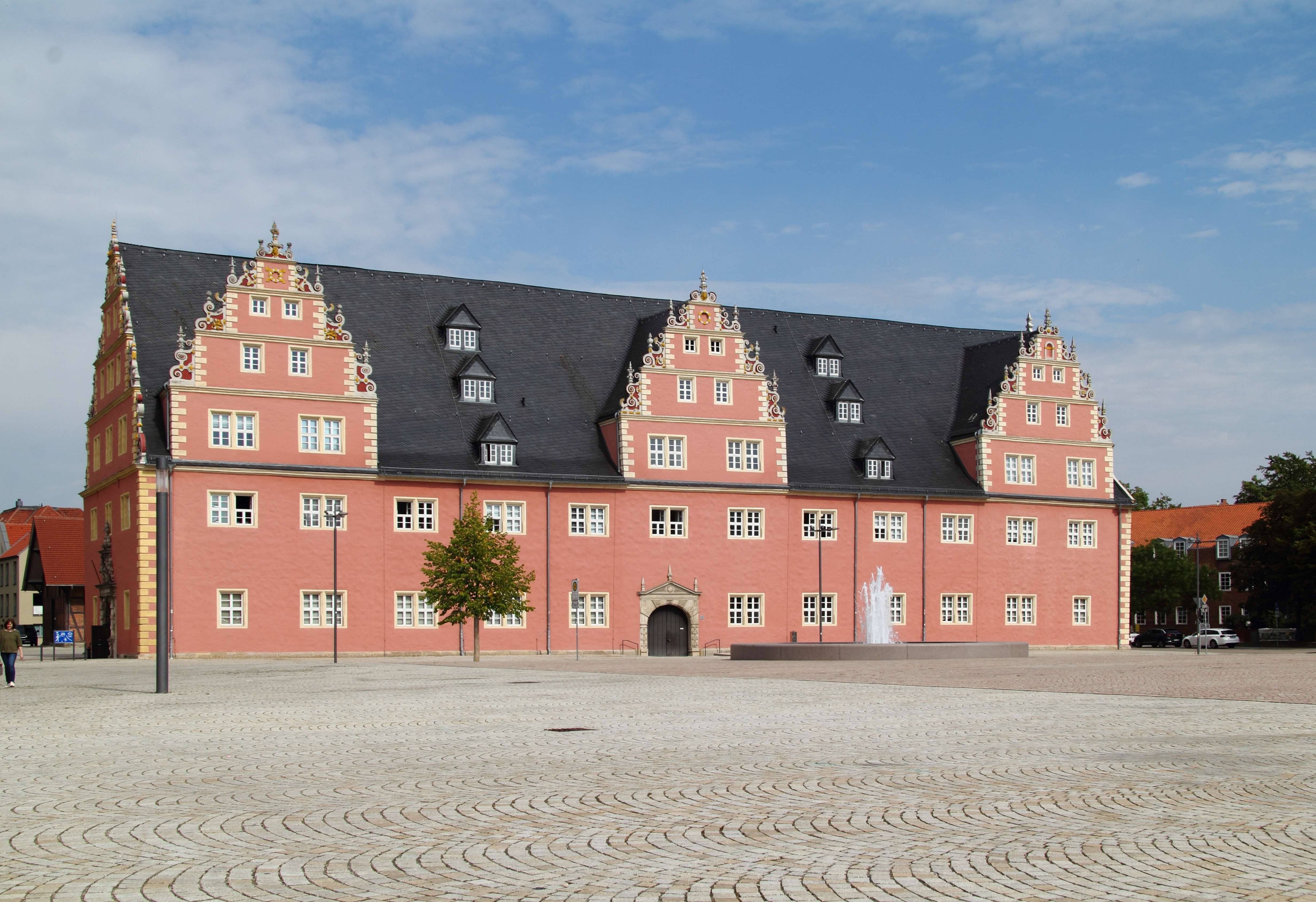
Zeughaus, Südseite
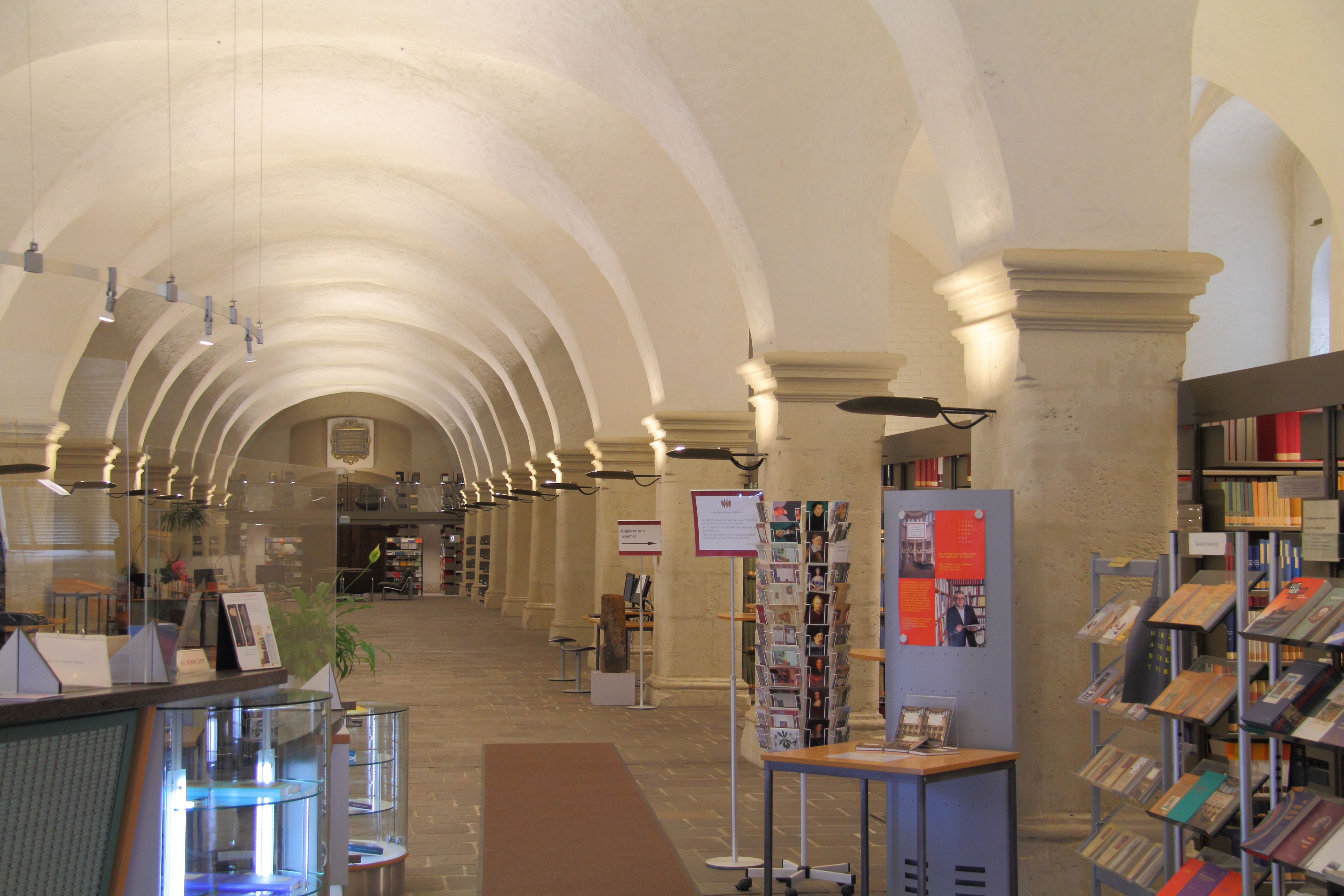
Erdgeschosshalle des Zeughauses
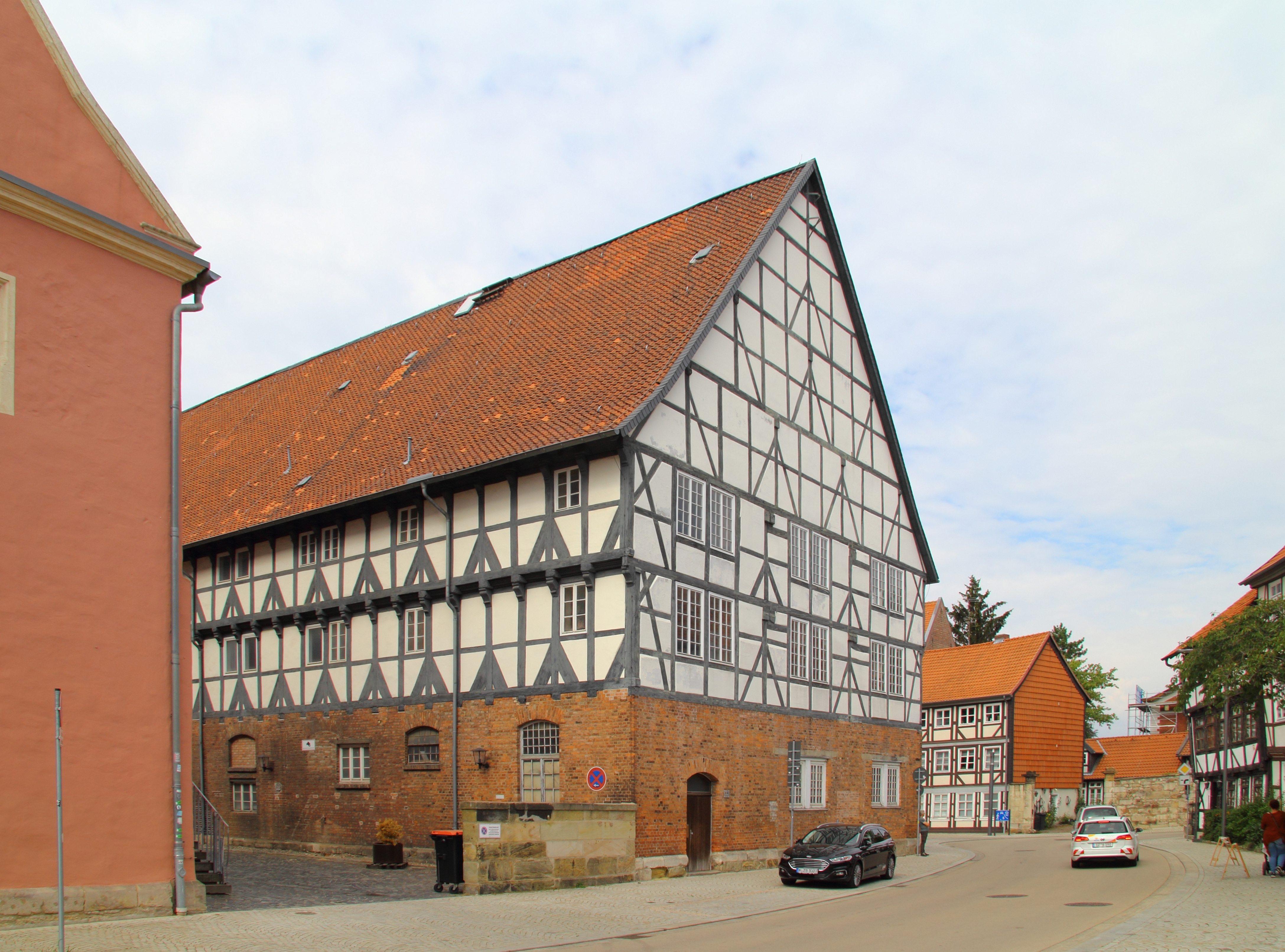
Magazingebäude „Kornspeicher“ hinter dem Zeughaus

## Schülerseminare
Seit 1983 werden in der Herzog August Bibliothek die Wolfenbütteler Schülerseminare durchgeführt. Es handelt sich dabei in der Regel um dreitägige Veranstaltungen, in denen Kurse der gymnasialen Oberstufe von Bibliothekspädagogen durchgeführt werden, ein Thema anhand des Bibliotheksbestands vertiefend zu bearbeiten, oft mit dem Ziel einer Facharbeit.

## Wolfenbütteler Digitale Bibliothek
Ein modernes Projekt ist die Wolfenbütteler Digitale Bibliothek (WDB), mit der die Herzog August Bibliothek forschungsrelevante, besonders seltene, herausragende oder häufig genutzte Teile ihres Altbestandes in digitalisierter Form internationalen Forschern online zugänglich machen möchte. Die Digitalisierungsprojekte werden teilweise in überregionaler oder auch internationaler Kooperation mit Hilfe des eigens entwickelten Wolfenbütteler Buchspiegels durchgeführt. Am 23. Mai 2013 wurden die Digitalisate unter die Creative-Commons-Lizenz BY–SA gestellt und zur freien Nutzung zur Verfügung gestellt. Gemäß Angaben der Bibliothek wurden inzwischen mehr als 2,8 Millionen Seiten digitalisiert und über 17.000 alte Drucke und Handschriften der Allgemeinheit zugänglich gemacht.

## Philatelistisches
Mit dem Erstausgabetag 7. April 2022 gab die Deutsche Post AG anlässlich des Bestehens der Bibliothek seit 450 Jahren ein Sonderpostwertzeichen im Nennwert von 195 Eurocent heraus. Der Entwurf stammt von der Grafikerin Barbara Dimanski aus Halle.